# Olympische Sommerspiele 1988/Teilnehmer (Zypern)
| Gelbes Symbol für Goldmedaillen mit stilisierten Olympischen Ringen | Graues Symbol für Silbermedaillen mit stilisierten Olympischen Ringen | Braundes Symbol für Bronzemedaillen mit stilisierten Olympischen Ringen |
| ------------------------------------------------------------------- | --------------------------------------------------------------------- | ----------------------------------------------------------------------- |
| —                                                                   | —                                                                     | —                                                                       |

Zypern nahm an den Olympischen Sommerspielen 1988 in Seoul, Südkorea, mit einer Delegation von 9 Sportlern (7 Männer und 2 Frauen) teil.
Fahnenträger bei der Eröffnungsfeier war der Schütze Mikhalakis Tymbios.

## Teilnehmer nach Sportarten

### Judo
- Ilias Ioannou
Halbleichtgewicht: 20. Platz

- Mikhalakis Skouroumounis
Superleichtgewicht: 20. Platz

### Leichtathletik
- Marios Hadjiandreou
Dreisprung: 21. Platz in der Qualifikation

- Spyros Spyrou
800 Meter: Vorläufe
1500 Meter: Halbfinale

- Andri Avraam
Frauen, 3000 Meter: Vorläufe
Frauen, 10.000 Meter: Vorläufe

- Maroula Lambrou-Teloni
Frauen, Weitsprung: 21. Platz in der Qualifikation

### Schießen
- Mikhalakis Tymbios
Mixed Skeet: 20. Platz

### Segeln
- Andreas Karapatakis
470er: 28. Platz

- Christos Christoforou
470er: 28. Platz